# René-François de Farcy
Pour les autres membres de la famille, voir famille de Farcy.
 (décembre 2024).
 René-François de Farcy, né le 27 septembre 1684, mort le 12 février 1754 est un chevalier, seigneur magistrat français, conseiller au parlement de Bretagne (12 août 1707). Il est issu de la famille de Farcy.

## Biographie
René-François de Farcy est avocat, puis conseiller au Parlement de Bretagne par lettres du 12 août 1707, conseiller en la Grand'chambre (1718-1731).[réf. nécessaire]
Il achete la châtellenie d'Arquenay, ayant appartenu à la Famille d'Angennes, héritiers de la famille de ce nom. Il posséde également le Château de Montavallon, qu'il fait démolir vers 1745. Il fait mettre ses armoiries de chaque côté du maître-autel de l'Église Saint-Germain d'Arquenay.[réf. nécessaire]
Il meurt le 12 février 1754.

## Famille
Il épouse, par contrat du 30 septembre 1706, passé devant René Guion, notaire à Laval, Anne-Marie Moland, fille de François Moland, écuyer, seigneur de la Chauvière, conseiller du Roi, receveur général des fermes du département de Laval et de Andrée Moreau. Dont huit enfants : 1° François, 2° Camille, 3° Jacquine, 4° Bonne, 5° Eugène, 6° Gilles, 7° Annibal-Marie-Auguste et 8° Louis.

### Sources partielles
- Paul de Farcy, Généalogie de la famille de Farcy, Laval, Imprimerie de L. Moreau, 1891
- Liste de Nosseigneurs du Parlement de Bretagne, Vatar, Rennes, 1754. Parlement de Bretagne